# Łukasz Wiśniewski (dominikanin)
Łukasz Wiśniewski (ur. 17 lutego 1984 w Pasłęku) – polski duchowny katolicki, doktor teologii Uniwersytetu Fryburskiego, wykładowca teologii dogmatycznej w Kolegium Filozoficzno-Teologicznym w Krakowie, 2021–2022 przeor Konwentu św. Trójcy w Krakowie, od 2022 prowincjał Polskiej Prowincji Dominikanów.

## Życiorys
Dzieciństwo spędził w Pasłęku. Do Zakonu Kaznodziejskiego wstąpił po maturze w 2003 r. Pierwsze śluby złożył na ręce generała Zakonu, o. Carlosa A. Aspiroza Costy na zakończenie Kapituły Generalnej w Krakowie w 2004 roku. W czasie formacji przez rok mieszkał w Dublinie, gdzie studiował z braćmi z Prowincji Irlandii. Profesję uroczystą złożył w 2009 roku, a święcenia prezbiteratu przyjął 21 maja 2011 r. z rąk kard. Franciszka Macharskiego.
Po święceniach przez dwa lata mieszkał w Poznaniu, gdzie pracował w Wydawnictwie „W drodze” i był duszpasterzem akademickim. W latach 2013–2019 kontynuował studia z teologii dogmatycznej na Uniwersytecie Fryburskim (Szwajcaria). Był asystentem prof. Benoît-Dominique’a de la Soujeole OP. Pod jego kierunkiem napisał i obronił magna cum laude dysertację doktorską, zatytułowaną Eklezjalny instynkt wiary (Lumen gentium 12, Dei verbum 8). Ukazała się rok później w wydawnictwie Cerf.
Od 2020 roku mieszkał w Krakowie, gdzie przez kilka miesięcy był submagistrem (wychowawcą) braci studentów. 3 maja 2021 roku został wybrany przeorem klasztoru krakowskiego. Wykłada teologię dogmatyczną (eklezjologia, eschatologia) w Kolegium Filozoficzno-Teologicznym w Krakowie. Prowadzi też wykłady w Dominikańskim Studium Filozofii i Teologii w Krakowie oraz Studium Dominicanum w Warszawie. Publikował w miesięczniku „W drodze” oraz głosił komentarze do niedzielnych czytań dla portalu dominikanie.pl. Posługuje się czterema językami obcymi.
29 stycznia 2022 roku Generał Zakonu, o. Gerard Timoner zatwierdził jego wybór na prowincjała Polskiej Prowincji Dominikanów.